# Torymus cyaneus
Torymus cyaneus är en stekelart som beskrevs av Walker 1847. Torymus cyaneus ingår i släktet Torymus och familjen gallglanssteklar. Arten är reproducerande i Sverige. Inga underarter finns listade i Catalogue of Life.